# Солник (нос)
Носът Солник (на английски: Solnik Point) е скалист морски нос от южната страна на входа в залива Казичене на северозападния бряг на остров Лоу, вдаващ се 550 м в протока Осмар. Разположен 4.1 км югозападно от нос Уолъс и 11.15 км северно от нос Гари.
Координатите му са: 63°15′47″ ю. ш. 62°15′08″ з. д. / 63.263056° ю. ш. 62.252222° з. д..
Наименуван е на селището Солник в Източна България. Името е официално дадено на 23 ноември 2009 г.
Британско картографиране от 1962 г. и от 2009 г.

## Карти
- South Shetland Islands: Smith and Low Islands. Scale 1:150000 topographic map No. 13677. British Antarctic Survey, 2009.
- Antarctic Digital Database (ADD). Scale 1:250000 topographic map of Antarctica. Scientific Committee on Antarctic Research (SCAR). Since 1993, regularly upgraded and updated.